# Dizionario enciclopedico universale della musica e dei musicisti
Dizionario enciclopedico universale della musica e dei musicisti (Abk. DEUMM) ist ein Musiklexikon, das ab 1983  erschien. Es wurde von Alberto Basso herausgegeben. Es besteht aus zwei Teilen, dem Lessico und den Biografie. Es enthält insgesamt ca. 42.000 Lemmata. 2022 wurde das Erscheinen einer Onlineausgabe angekündigt, die im Oktober 2024 live geschaltet wurde.

## Bibliographische Angaben
- Dizionario enciclopedico universale della musica e dei musicisti/diretto da Alberto Basso. – Torino: UTET. – 31 cm
  - Il lessico (Rist.). – 1989. – Vol. 1–4. – ISBN 88-02-03732-9
  - Le biografie (Rist.). – 1989. – Vol. 1–8. – ISBN 88-02-03930-5
  - Appendice 1990. – X, 770 S. – ISBN 88-02-04396-5